# Steve Hely
Steve Hely é um escritor de televisão americano.
Hely já escreveu para o programa de televisão Late Show with David Letterman (recebendo uma nomeação ao Emmy Award para "Melhor Escrita em Programa de Variedade ou Comédia"), Last Call with Carson Daly, onde também actuou como produtor associado, American Dad! e 30 Rock. Actualmente, é um escritor de The Office.
Hely também é autor ou co-autor de dois livros. The Ridiculous Race, escrito com Vali Chandrasekaran e publicado em 2008 pela Macmillan, narrou uma corrida da vida real em todo o mundo entre Hely e Chandrasekaran. Cada um partiu de Los Angeles, Califórnia em direcções opostas, com apenas uma regra: "Sem aviões". Em 2009, a editora Grove/Atlantic publicou o romance de estreia de Hely, How I Became A Famous Novelist. Hely posteriormente venceu o Thurber Award em 2010 para "Humor Americano" pelo romance.
Hely estudou na Roxbury Latin School e na Universidade de Harvard, onde recebeu um diploma de Bacharel em Artes. Em Harvard, Hely serviu dois mandatos como presidente da Harvard Lampoon.